# 灰影人 (小說)
《灰影人》（英語：The Gray Man）是美國作家馬克·格雷尼創作、喬夫圖書於2009年出版的驚悚小說。該書為《灰影人》系列小說的首部作品，以遊走灰色地帶的自由刺客「灰影人」兼前中央情報局探員寇特·詹特利（Court Gentry）為主角，講述他遊走歐洲出任務，與法國大公司的成員前中央情報局探員洛伊德（Lloyd）為敵，同時捲入奈及利亞的政治陰謀中。續集《成功在望》（On Target）於2010年出版。
Netflix2022年發行同名改編電影，由羅素兄弟執導。

## 電影改編
《灰影人》2011年起被好萊塢多次嘗試改編成電影，但項目一度處於停擺，直到2020年7月，Netflix取得版權並展開改編計畫。安東尼·羅素與喬·羅素擔任導演，喬·羅素身兼編劇，克里斯多佛·馬庫斯和史蒂芬·麥費利之後重寫了劇本。主演陣容包括雷恩·葛斯林、克里斯·伊凡、安娜·德哈瑪斯、潔西卡·漢維克、雷吉-讓·佩吉、華格納·穆拉、茱莉亞·巴特斯、丹努什、艾佛烈·伍達和比利·鮑伯·松頓。電影於2021年拍攝，2022年發行。